# Gilbert Millet
Pour les articles homonymes, voir Millet.
Gilbert Millet est un homme politique français, né le 27 septembre 1930 à Paris et mort à Saint-Leu-la-Forêt le 1er février 2024. Membre du Parti communiste français, il est maire d'Alès et député du Gard.

## Biographie
Gilbert Millet naît le 27 septembre 1930 dans le 7e arrondissement de Paris. Il s'installe au Vigan pour exercer sa profession de médecin généraliste. Il milite au sein du Parti communiste français,.

### Carrière politique
Il est élu une première fois député du Gard en 1967 pour un mandat d'un peu plus d'un an. Il est réélu en 1973, avec comme suppléant Henri Valy, face notamment à Robert Verdier du PS et à Pierre Jalu de l'UDR. En 1978, c'est avec le maire de Saint-Christol-lez-Alès Fernand Balez qu'il fait équipe, puis en 1988 avec Patrick Malavieille.
Il perd son siège de député en 1981 au profit du socialiste Alain Journet et entre alors au cabinet du ministre de la Santé, Jack Ralite. Il est élu député une troisième fois en 1988.
Ayant succédé à Roger Roucaute au poste de maire d'Alès en 1985, il n'est pas reconduit dans ses fonctions en 1989, ni en 1995.

### Vie privée
Époux de Marie-Thérèse Delaby, également médecin, il a un fils et une fille.
Gilbert Millet meurt à Saint-Leu-la-Forêt le 1er février 2024 à l’âge de 93 ans.

## Mandats
- Maire d'Alès (1985-1989)
- Député de la Quatrième circonscription du Gard (1967-1968, 1973-1981 et 1988-1993)